# Linaje (evolución)
Un linaje evolutivo es una secuencia de especies que forman una línea directa de descendencia, siendo cada nueva especie el resultado directo de la evolución desde una especie ancestral inmediata. Los linajes son subconjuntos del árbol de la vida. Generalmente se determinan por técnicas de sistemática molecular.

## Representación filogenética de los linajes

Fig. 1: Un arraigado árbol de genes ARNr.

Los linajes se suelen visualizar como subconjuntos de un árbol filogenético. Por ejemplo, el árbol de la figura 1 muestra la separación de la vida en tres antiguos linajes: Bacteria, Archaea y Eukaryota. Por lo tanto, un linaje es una única rama del árbol. Los árboles filogenéticos se suelen crear a partir de información sobre ADN, ARN o secuencias de proteínas. Se recogen las secuencias de diferentes individuos y se cuantifica su similitud. Se usan procedimientos matemáticos para agrupar a los individuos en función de esta.
Al igual que un mapa es una aproximación a escala de la geografía real, un árbol filogenético es una aproximación de las relaciones evolucionarias completas reales. Por ejemplo, en la figura 1, el linaje completo de los animales se colapsa en una sola rama del árbol. Sin embargo, esto es meramente una limitación del espacio de representación. En teoría, se podría generar un árbol completo real de todos los organismos vivos o de cualquier secuencia de ADN.